# Dorcadion panticapaeum
Dorcadion panticapaeum är en skalbaggsart som beskrevs av Plavilstshikov 1951. Dorcadion panticapaeum ingår i släktet Dorcadion och familjen långhorningar. Inga underarter finns listade i Catalogue of Life.